# François Peyrard
François Peyrard (Saint-Victor-Malescours, 29 ottobre 1760 – Parigi, 3 ottobre 1822) è stato un matematico, traduttore, bibliotecario e agitatore politico francese.
È noto per aver scoperto nel 1808 un testimone del testo euclideo, fino ad allora sconosciuto, nel codice Vaticanus graecus 190 della Biblioteca Vaticana, che gli ha permesso di ottenere la versione completa e definitiva degli Elementi.

## Biografia
Durante la Rivoluzione francese, fu coinvolto nel comitato che riformò il sistema educativo francese (con Monge, Lagrange e altri). Fu uno dei fondatori dell'École polytechnique e il suo primo bibliotecario.

## Opere
Come matematico, i suoi principali contributi sono le traduzioni della geometria euclidea grazie alle sue grandi capacità in greco, latino e matematica. Le sue traduzioni degli Elementi di Euclide sono ancora considerate le migliori esistenti in francese.
Dal 1798 ha pubblicato una versione riveduta e aumentata delle lezioni di Bézout Cours de mathématiques. Era il libro di testo ufficiale e di riferimento che "racchiude tutte le conoscenze richieste per richiedere l'École polytechnique". È stato stampato ininterrottamente fino al 1836.
Fornì una versione dell'opera completa di Archimede nel 1807.
Ma il suo capolavoro sono le pubblicazioni di edizioni degli Elementi di Euclide che finge di aver realizzato "durante il suo tempo libero al Politecnico". Fu il primo a identificare, nel 1808, nel manoscritto di Euclide  Vaticanus graecus 190 – giunto in Francia in seguito alle spoliazioni napoleoniche operate nella Biblioteca Vaticana – una parte mancante delle opere di Euclide. Nel 1814 pubblicò un'edizione rivista e definitiva degli Elementi  rivista da Delambre, Lagrange e Legendre.
Scrisse nella prefazione del terzo volume della sua traduzione degli Elementi che aveva realizzato la traduzione delle opere di Apollonio di Perga, che non furono mai pubblicate.

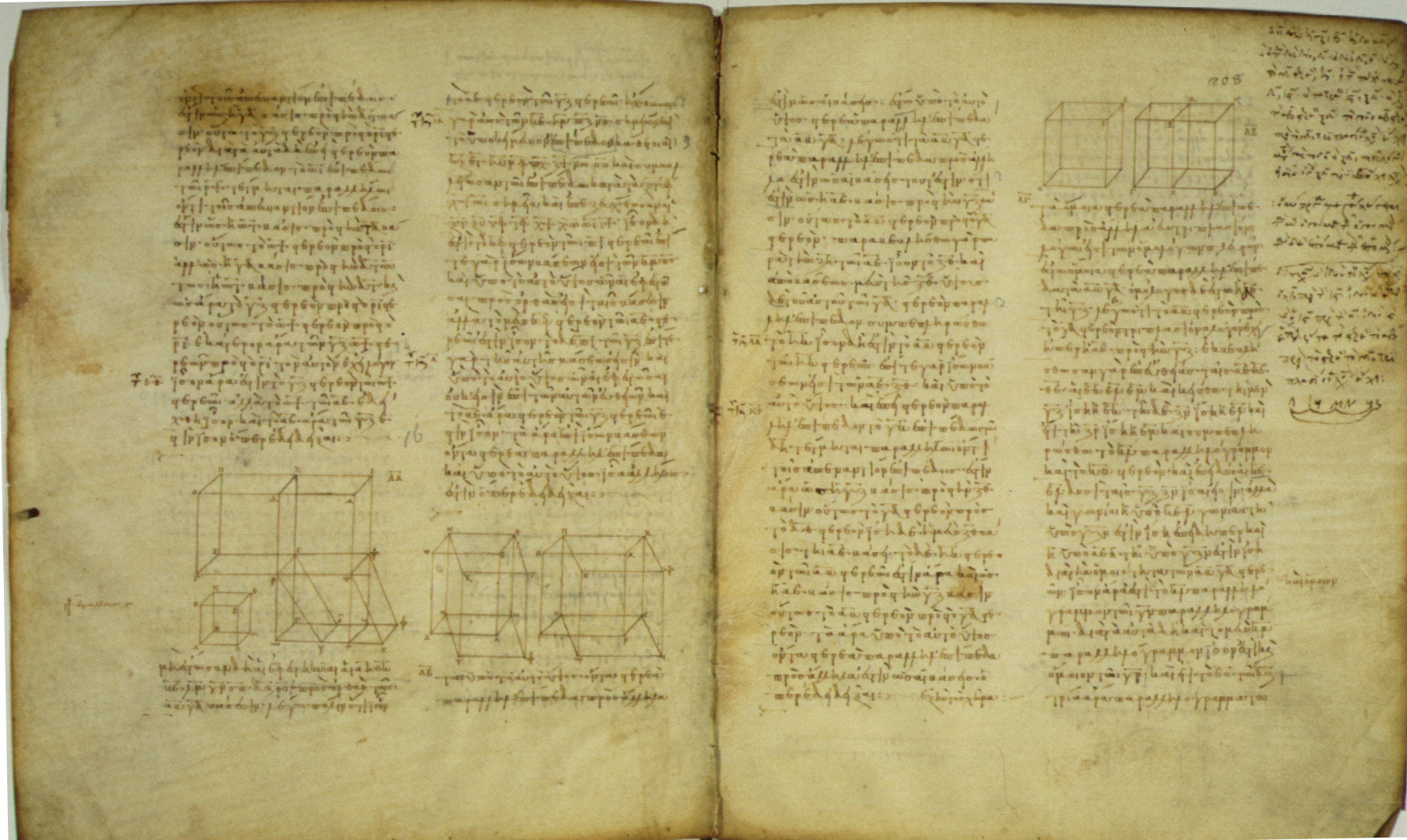
Manoscritto Vaticanus graecus 190, scoperto da Peyrard e tradotto per la prima volta